# Rooney Mara
Patricia Rooney Mara /ˈmærə/ MARR-ə (n. 17 aprilie 1985, Bedford⁠(d), New York, SUA) este o actriță americană de film, cunoscută pentru rolul lui Lisbeth Salander din filmul Fata cu un dragon tatuat, pentru care a fost nominalizată la Premiul Oscar pentru cea mai bună actriță și Premiul Globul de Aur pentru cea mai bună actriță (dramă). Mai este cunoscută pentru acțiunile caritabile din cadrul Fundației Uweza.

## Filmografie
| An   | Titlu                      | Rol                    | Note                     |
| ---- | -------------------------- | ---------------------- | ------------------------ |
| 2005 | Urban Legends: Bloody Mary | Fata din clasă #1      | Direct pe video          |
| 2008 | Dream Boy                  | Evelyn                 | Creditată ca Tricia Mara |
| 2009 | Dare                       | Courtney               |                          |
| 2009 | The Winning Season         | Wendy                  |                          |
| 2009 | Friends (With Benefits)    | Tara                   |                          |
| 2009 | Youth in Revolt            | Taggarty               |                          |
| 2009 | Tanner Hall                | Fernanda               |                          |
| 2010 | A Nightmare on Elm Street  | Nancy Holbrook         |                          |
| 2010 | The Social Network         | Erica Albright         |                          |
| 2011 | Fata cu un dragon tatuat   | Lisbeth Salander       |                          |
| 2013 | Ain't Them Bodies Saints   | Ruth Guthrie           |                          |
| 2013 | Side Effects               | Emily Taylor           |                          |
| 2013 | Ea                         | Catherine              |                          |
| 2014 | Trash                      | Olivia                 |                          |
| 2015 | Carol                      | Therese Belivet        |                          |
| 2015 | Pan                        | Tiger Lily             |                          |
| 2015 | The Secret Scripture       | Young Roseanne McNulty |                          |
| 2016 | Weightless                 |                        |                          |
| 2016 | Kubo and the Two Strings   |                        | Voce                     |
| 2016 | Lion                       | Lucy                   |                          |
| 2016 | Blackbird                  | Una                    |                          |

## Legături externe
- Rooney Mara la Internet Movie Database